# Франц Теодор Чокор
Франц Теодор Чокор (на немски: Franz Theodor Csokor е австрийски драматург, белетрист и поет. Eдин от най-значителните драматурзи от времето на експресионизма в Австрия.

## Житейски и творчески път
Франц Теодор Чокор е роден на 6 септември 1885 г. във Виена. Произхожда от заможно лекарско семейство. Името „Чокор“ е унгарско и означава „букет цветя“. През детството си момчето живее от 1890 до 1908 г. в градчето Мьодлинг, разположено на няколко километра южно от Виена и през 1905 г. полага матура в тамошната гимназия.
Започва да следва История на изкуството, но не завършва. Отрано се чувства роден за драматург и създава първите си пиеси преди Първата световна война. Годините 1913/14 прекарва в Санкт Петербург. По време на войната е мобилизиран и е назначен да служи във военния архив във Виена. От 1922 до 1928 г. Чокор е драматург в театъра Раймунд и в Дойчес фолкстеатър във Виена.
След 1933 г. Чокор е убеден противник на националсоциализма и на конгреса на ПЕН клубовете в Дубровник подписва петиция, която се обявява против партийното „единомислие“ в немската литературна сцена като резултат на нацисткия режим, както и против изключването на немските евреи от литературната дейност.
През 1938 г., след „Аншлуса“ на Австрия от Третия райх, Чокор емигрира доброволно в Полша, където живее у приятели. През 1939 г. преживява бомбардировките на Варшава от немското Луфтвафе, бяга оттам в Букурещ, а после в Югославия, където преживява бомбардировките на Белград. За да не попадне в ръцете на немците, бяга на далматинския остров Корчула, който преди това е завладян от фашистките войски на Хърватия, а след това е анексиран от фашистка Италия.
След падането на Мусолини през 1943 г., преди още Вермахтът да стъпи на острова, Чокор заедно с други възрастни бежанци е отведен от партизани с платноход в Бари – част от вече освободена Италия. След завладяването на Рим от Съюзниците през 1944 г. Чокор остава да живее там и работи за Би Би Си. В Рим през 1945 г. отпразнува с всички края на войната. Въпреки ограниченията за пътуване Чокор като сътрудник на Би Би Си успява през пролетта на 1946 г. да се завърне във Виена, облечен в английска униформа.
През 1947 г. Чокор става президент на австрийския ПЕН клуб, за който работи до късна възраст. През 1968 г. става вицепрезидент на международния ПЕН клуб.
В пиесите си Франц Теодор Чокор се представя като убеден хуманист, радетел за мир, свобода и човешки права.

### Драма
- Die rote Straße, 1918
- Die Stunde des Absterbens, 1919
- Gesellschaft der Menschenrechte, 1929
- Besetztes Gebiet, 1930
- 3. November 1918, 1936
- Gottes General, 1939
- Kalypso, 1942
- Der verlorene Sohn, 1943
- Cäsars Witwe, 1954
- Pilatus, 1954
- Hebt den Stein ab, 1957
- Jadwiga, 1966
- Der tausendjährige Traum, 1966
- Alexander, 1969
- Der Kaiser zwischen den Zeiten, 1969

### Проза
- Hildebrands Heimkehr, eine deutsche Sage, 1905
- Schuß ins Geschäft (Der Fall Otto Eißler), 1925
- Über die Schwelle, Erzählungen, 1937
- Der Schlüssel zum Abgrund, Roman, 1955
- Der zweite Hahnenschrei, Erzählungen, 1959
- Ein paar Schaufeln Erde, Erzählungen, 1965
- Auch heute noch nicht an Land. Briefe und Gedichte aus dem Exil, 1993

### Лирика
- Die Gewalten, 1912
- Der Dolch und die Wunde, 1917
- Ewiger Aufbruch, 1926
- Das schwarze Schiff, 1945
- Immer ist Anfang, 1952

### Автобиографични творби
- Als Zivilist im polnischen Krieg, 1940
- Als Zivilist im Balkankrieg, 1947
- Auf fremden Straßen. 1939–1945, 1955
- Zeuge einer Zeit: Briefe aus dem Exil 1933 – 1950, 1955

## Награди и отличия
- 1937: Goldener Lorbeer der Warschauer Literaturakademie
- 1937: Goldenes Verdienstkreuz der Polnischen Republik
- 1937: Burgtheater-Ring
- 1938: „Награда Франц Грилпарцер“
- 1953: „Литературна награда на Виена“
- 1954: Mitglied der Deutschen Akademie für Sprache und Dichtung
- 1955: Ehrenring der Stadt Wien
- 1955: „Голяма австрийска държавна награда за литература“
- 1960: Goldene Feder
- 1961: Ehrenmitglied des Presseclubs Concordia
- 1965: Österreichisches Ehrenzeichen für Wissenschaft und Kunst

От 1970 г. австрийският ПЕН клуб раздава престижната награда „Франц Теодор Чокор“.